# Chlorokruoryna

Grupa hemowa chlorokruoryny

Chlorokruoryna – duże zewnątrzkomórkowe białko hemowe wiążące tlen, o zielonkawoczerwonym zabarwieniu. Kolor ten jest wynikiem nietypowej budowy grupy hemowej chlorokruoryny, w której jedna z grup winylowych (-HC=CH2) zastąpiona jest grupą aldehydową (-CHO). Występuje u niektórych morskich wieloszczetów.